# Kremenets
Kremenets (en ukrainien : Кременець ; en russe : Кременец ; en polonais : Krzemeniec ; en yiddish : Kremnitz) est une ville de l'oblast de Ternopil, en Ukraine occidentale. Sa population s'élevait à 20 476 habitants en 2022.

## Géographie
Kremenets est située à 61 km au nord de Ternopil, à 68 km au sud-ouest de Rivne, à 125 km à l'est-nord-est de Lviv et à 339 km à l'ouest de Kiev. La ville est reliée au réseau ferroviaire par sa gare.

## Histoire

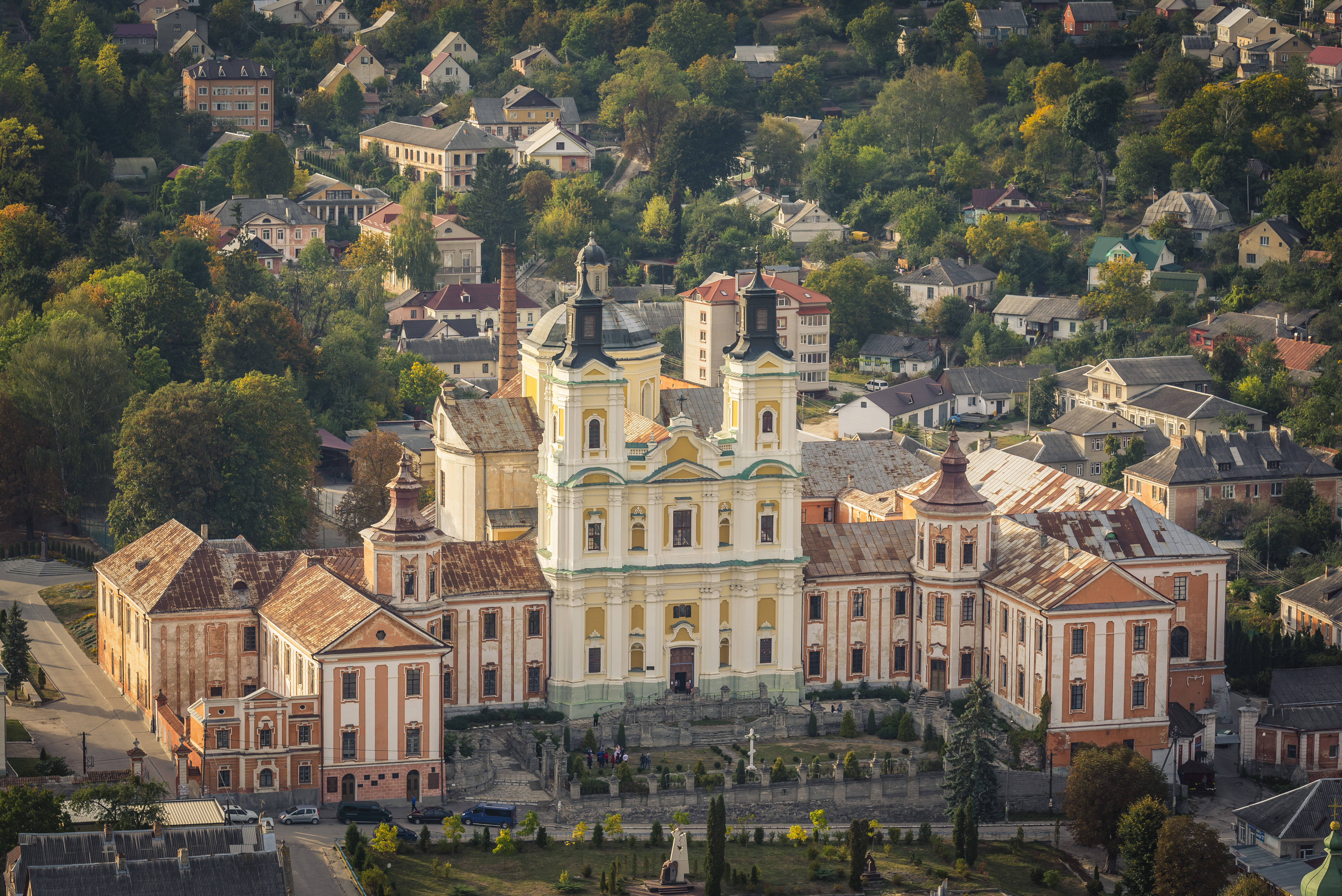
Le collège jésuite de Kremenets, dessiné par Paweł Gizycki, construit par la famille Wiśniowiecki entre 1731 et 1753, classé. Photographie d'octobre 2016.

Le premier document mentionnant la localité date de 1064. Au XIIe siècle, elle faisait partie de la principauté de Halych-Volhynie. En 1226, elle fut le théâtre d'une bataille pendant laquelle le duc de Galicie Danilo vainquit le roi de Hongrie André II. Un peu plus tard, les Mongols de Batou Khan tentèrent vainement de la conquérir.
En 1431, la ville reçut du duc lituanien Švitrigaila des privilèges urbains (droit de Magdebourg). La présence de Juifs dans la localité est attestée en 1536. Cette même année, le roi Sigismond Ier de Pologne fait bâtir pour sa seconde femme Bona Sforza d'Aragon un château sur une colline qui prendra le nom de « La colline de Bona ». En 1648, le château fortifié fut l'objet de l'attaque des insurgés cosaques ukrainiens dirigés par Maksim Krivonos, qui le ravagea après un siège de six semaines. Beaucoup de Juifs et de Polonais de la localité furent alors massacrés.
Elle est annexée à l'Empire russe en 1795 à la suite du Troisième partage de la Pologne. Elle devint un important centre de culture polonaise avec la fondation par Tadeusz Czacki d'un prestigieux lycée. Pour cette raison elle fut même appelée « l'Athènes de Volhynie ».

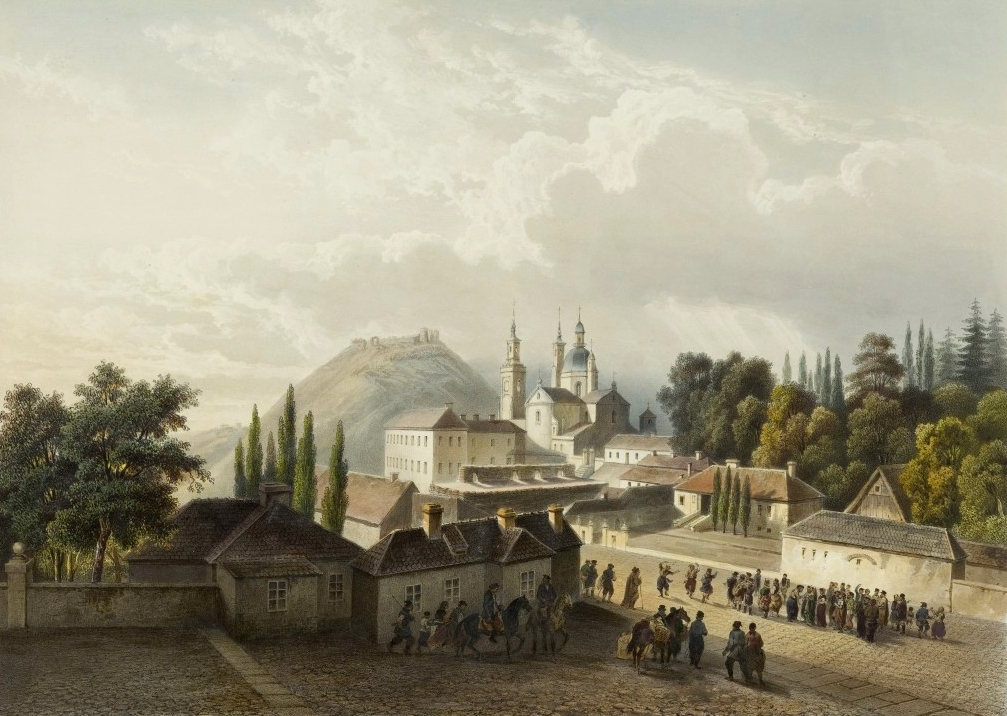
Kremenets, par Alphonse Bichebois.

La ville devint polonaise de 1921 à 1939, puis fut annexée par l'Union soviétique, qui l'intégra à la république socialiste soviétique d'Ukraine. Entre 1941 et 1944 elle subit l'occupation de l'Allemagne nazie, durant laquelle presque toute sa population juive — 15 000, y compris des réfugiés — fut exterminée. En 1945, elle fut à nouveau intégrée à l'Ukraine soviétique.
La ville est un important lieu de pèlerinage des chrétiens orthodoxes ukrainiens, qui se rendent à la Laure de Potchaïv, à 18 km de Kremenets. Les vestiges d'une forteresse médiévale dominent la ville.

## Population
Recensements (*) ou estimations de la population :
| 1897*  | 1939*  | 1959*  | 1970*  | 1979*  | 1989*  | 2001*  |
| ------ | ------ | ------ | ------ | ------ | ------ | ------ |
| 17 704 | 32 100 | 16 438 | 19 731 | 21 171 | 24 570 | 22 051 |

| 2011   | 2012   | 2013   | 2014   | 2015   | 2016   | 2017   |
| ------ | ------ | ------ | ------ | ------ | ------ | ------ |
| 21 624 | 21 639 | 21 729 | 21 624 | 21 620 | 21 524 | 21 388 |

| 2018   | 2019   | 2020   | 2021   | 2022   | - | - |
| ------ | ------ | ------ | ------ | ------ | - | - |
| 21 235 | 21 063 | 20 827 | 20 674 | 20 476 | - | - |

## Culture et éducation
Le collège médical Arsen Richynskyi  de Kremenets, le collège forestier et son arboretum, le musée d'histoire de Kremenets, le musée Juliusz Slowacki.

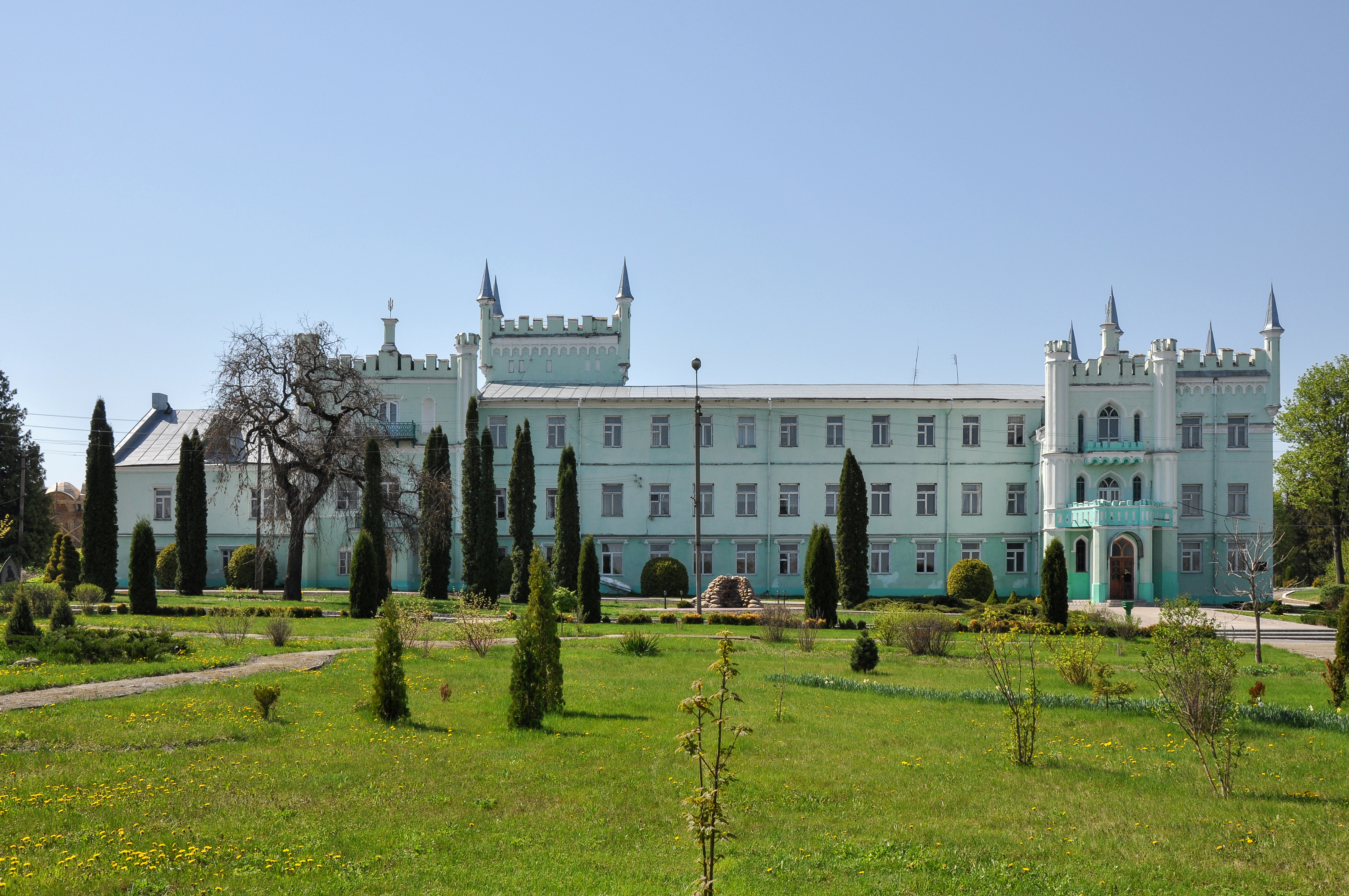
Collège forestier classé
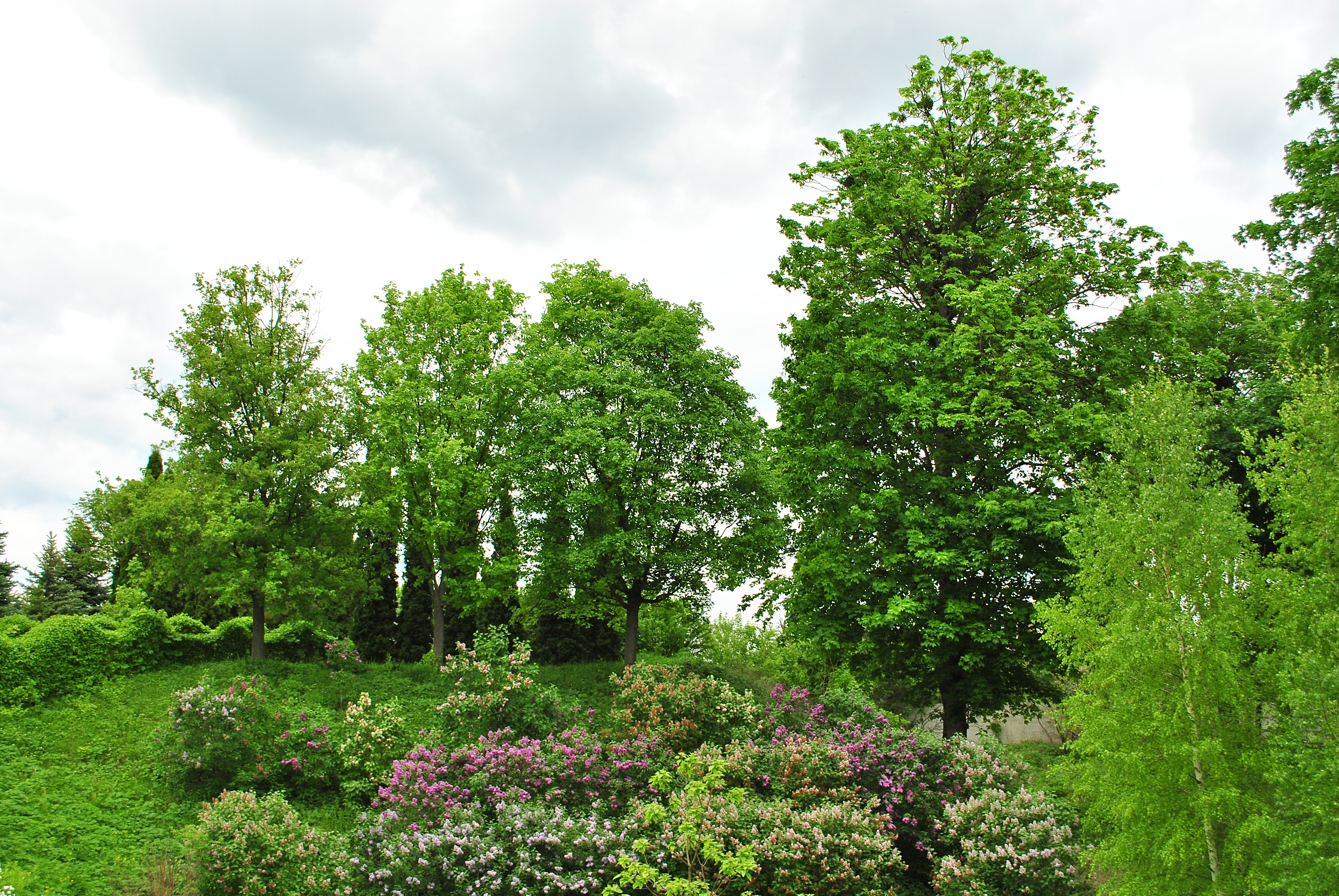
et son arboretum classé[5].
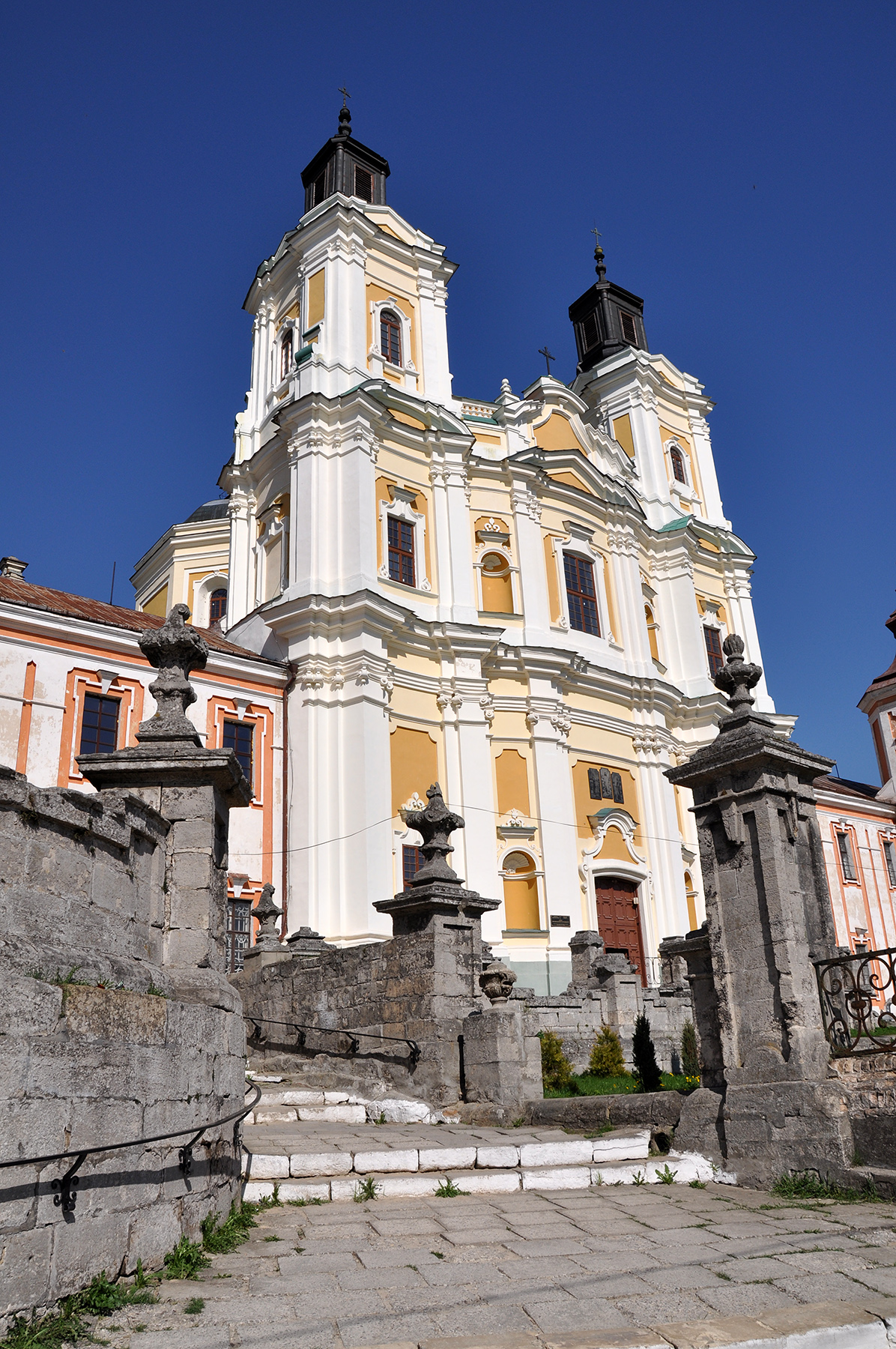
L'église st-Ignace de Loyola classée[6].
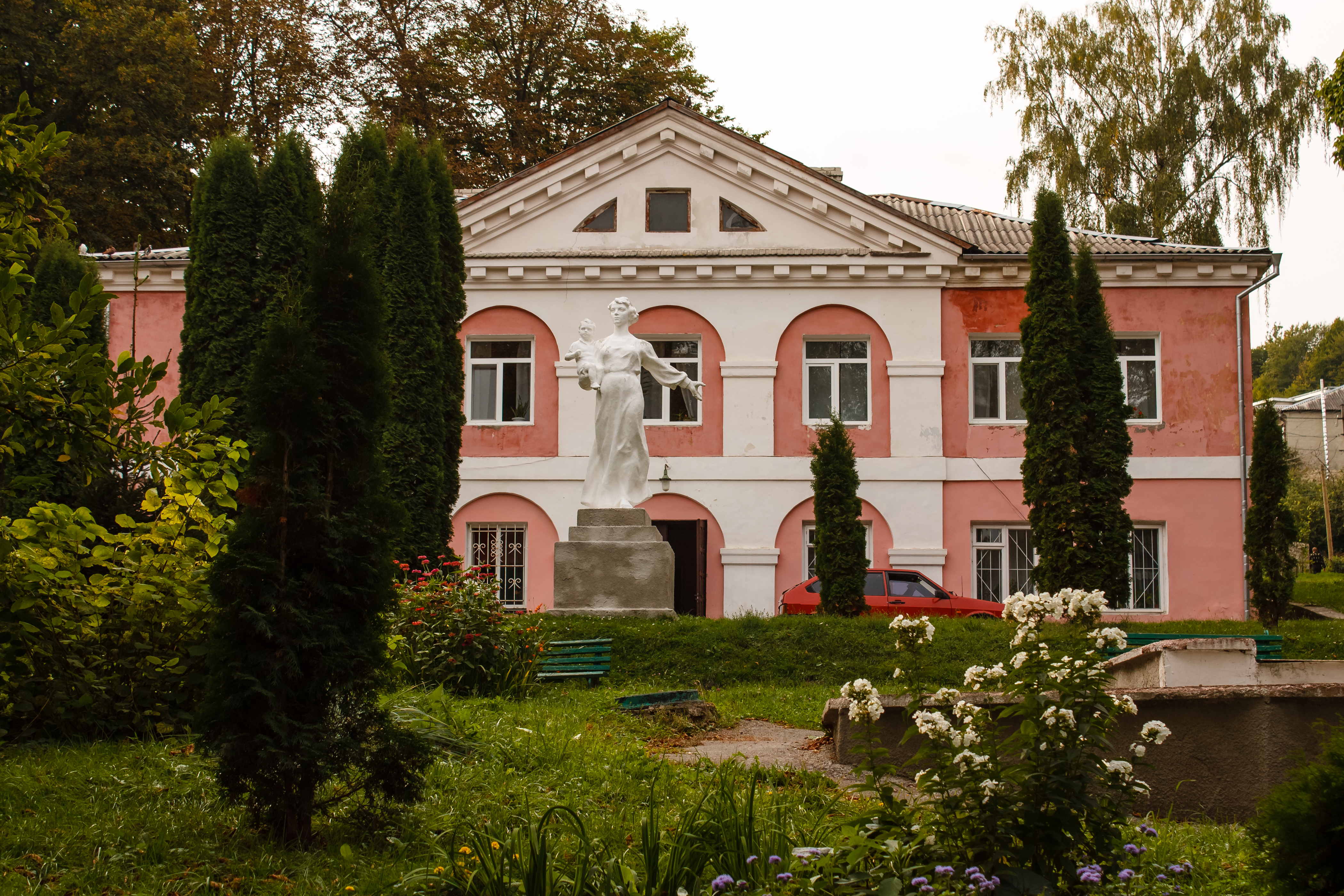
La bibliothèque de la ville classée[7].
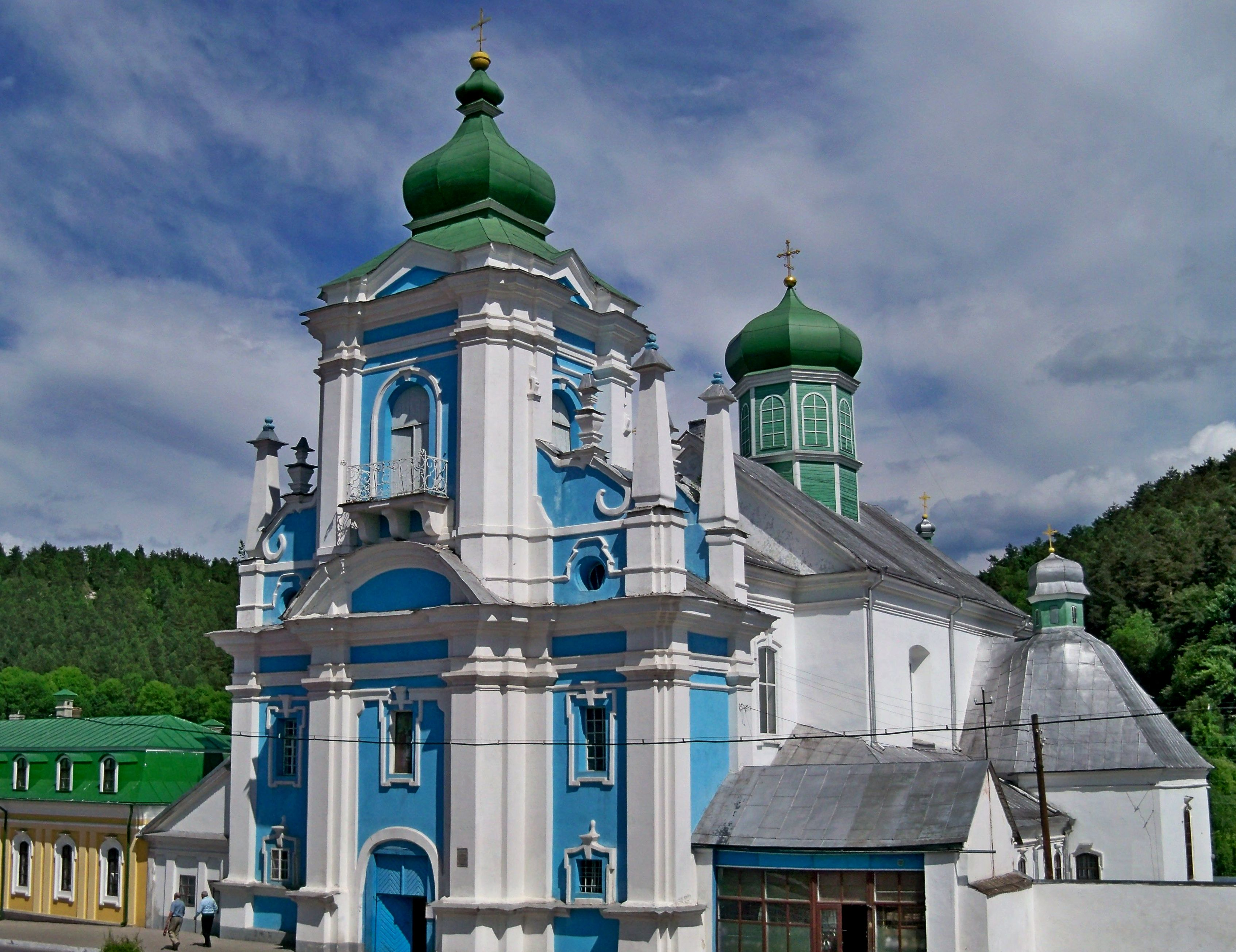
Le monastère franciscain classé[8],[9].
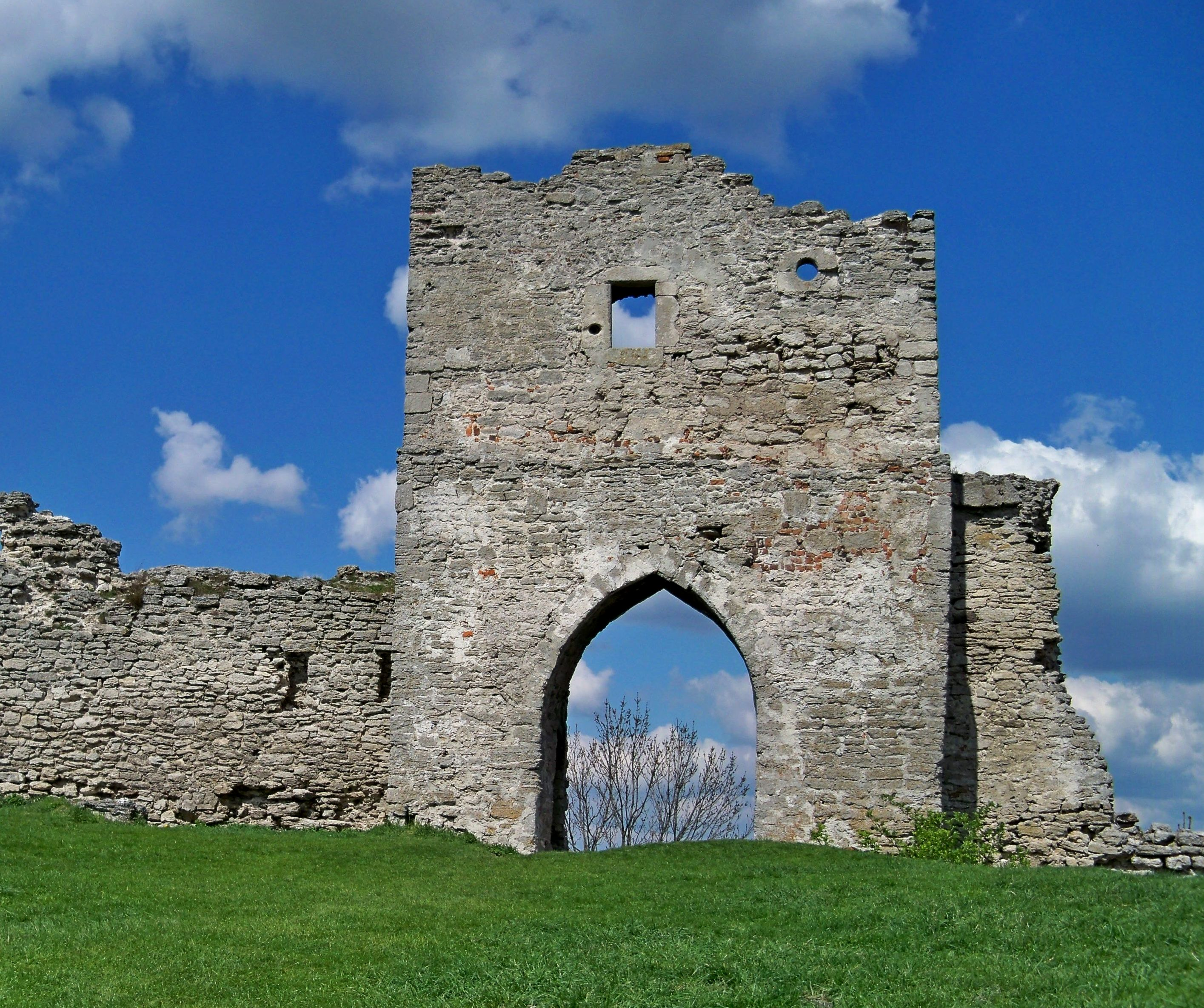
La porte du château de Kremenets classée[10].
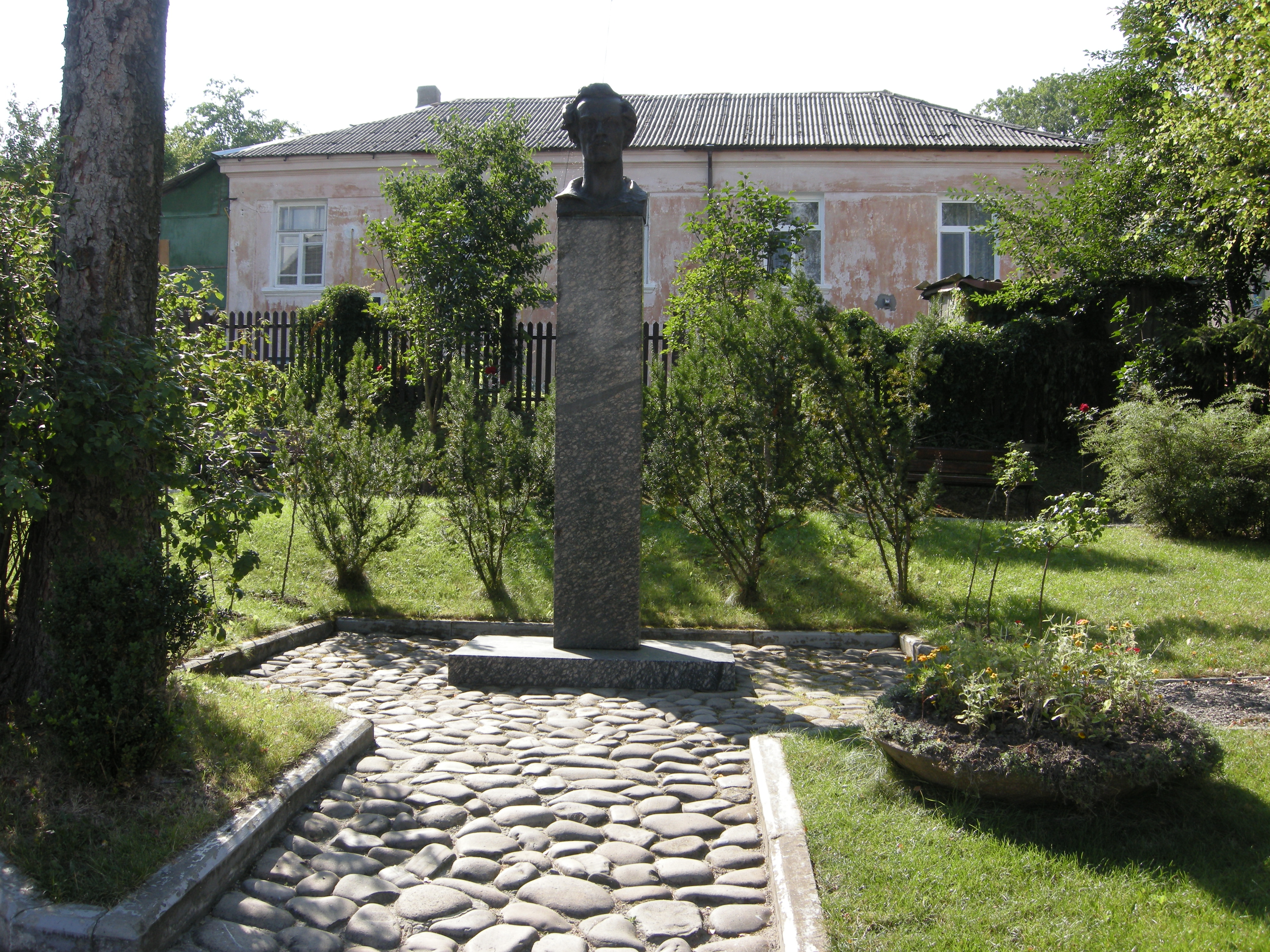
Le monument à Juliusz Słowacki.
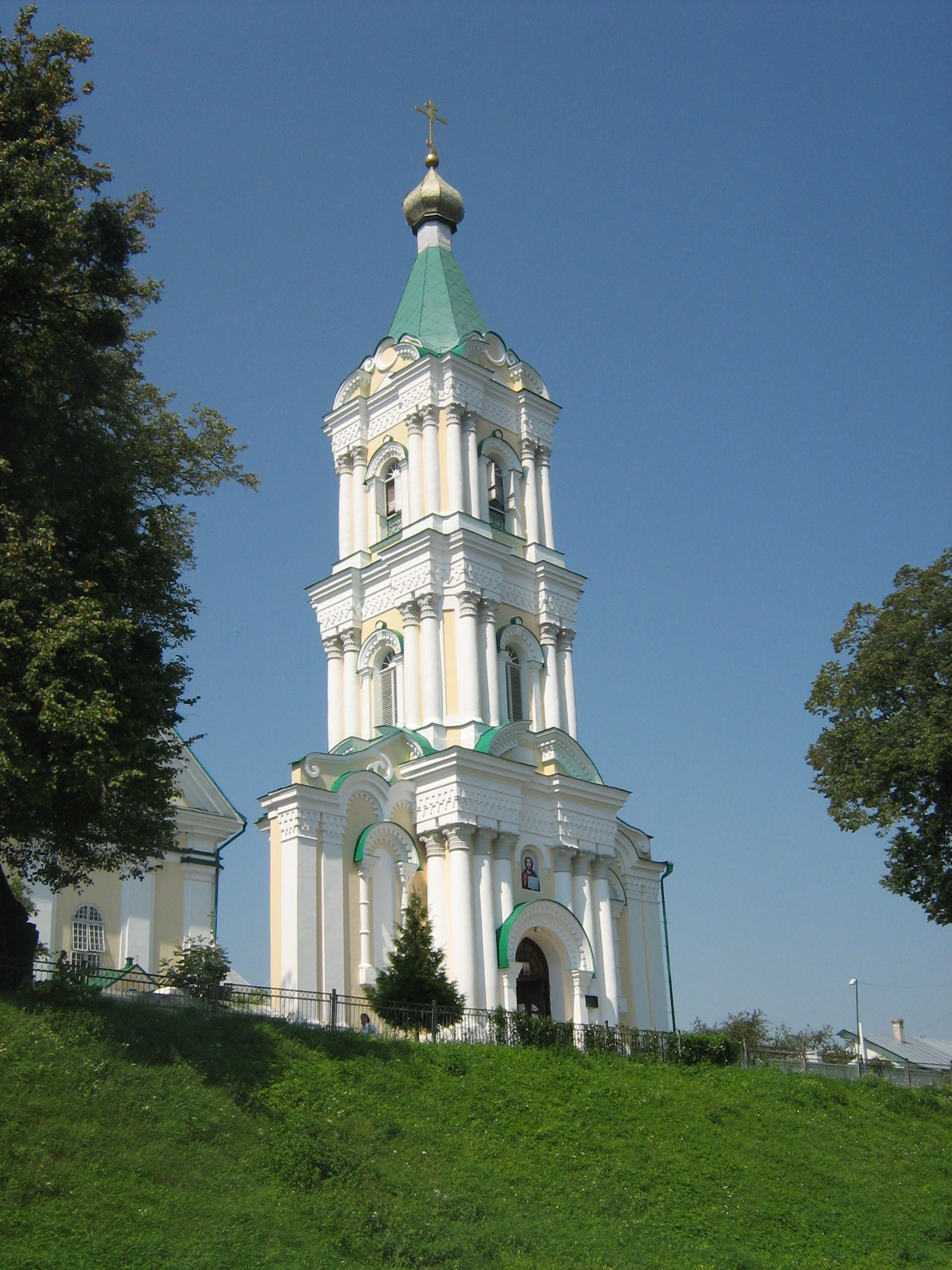
Le couvent de l’Épiphanie classé[11].

## Personnalités
Sont nés à Kremenets :
- Juliusz Słowacki (1809-1849), poète romantique polonais ;
- Aleksander Czekanowski (1833-1876), géologue et explorateur de la Sibérie centrale ;
- Mark Kac (1914-1984), mathématicien américain ;
- Isaac Stern (1920-2001), violoniste américain ;
- Kazimierz Urbanik (1930-2005), mathématicien polonais ;
- Oleg Kaskiv (1978) violoniste.